# Лінден (Каліфорнія)
Лінден (англ. Linden) — переписна місцевість (CDP) в США, в окрузі Сан-Хоакін штату Каліфорнія. Населення — 1863 особи (2020).

## Географія
Лінден розташований за координатами 38°1′5″ пн. ш. 121°6′6″ зх. д. / 38.01806° пн. ш. 121.10167° зх. д. (38.018140, -121.101562).  За даними Бюро перепису населення США в 2010 році переписна місцевість мала площу 19,32 км², з яких 19,19 км² — суходіл та 0,13 км² — водойми.

## Демографія
Згідно з переписом 2010 року, у переписній місцевості мешкали 1784 особи в 631 домогосподарстві у складі 501 родини. Густота населення становила 92 особи/км².  Було 673 помешкання (35/км²).
Расовий склад населення:
| - 86,4 % — білих - 1,4 % — азіатів - 0,6 % — корінних американців - 0,3 % — чорних або афроамериканців - 0,1 % — вихідців з тихоокеанських островів - 7,1 % — осіб інших рас |

До двох чи більше рас належало 4,1 %. Частка іспаномовних становила 21,6 % від усіх жителів.
За віковим діапазоном населення розподілялося таким чином: 28,9 % — особи молодші 18 років, 58,7 % — особи у віці 18—64 років, 12,4 % — особи у віці 65 років та старші. Медіана віку мешканця становила 36,9 року. На 100 осіб жіночої статі у переписній місцевості припадало 98,2 чоловіків;  на 100 жінок у віці від 18 років та старших — 99,4 чоловіків також старших 18 років.
Середній дохід на одне домашнє господарство  становив 98 216 доларів США (медіана — 84 239), а середній дохід на одну сім'ю — 104 477 доларів (медіана — 84 208). Медіана доходів становила 80 031 долар для чоловіків та 51 818 доларів для жінок. За межею бідності перебувало 12,3 % осіб, у тому числі 20,4 % дітей у віці до 18 років та 4,1 % осіб у віці 65 років та старших.
Цивільне працевлаштоване населення становило 960 осіб. Основні галузі зайнятості: освіта, охорона здоров'я та соціальна допомога — 22,9 %, сільське господарство, лісництво, риболовля — 16,1 %, транспорт — 10,8 %, оптова торгівля — 10,8 %.